# Rieko Nakagawa
Pour les articles homonymes, voir Nakagawa (homonymie).
Rieko Nakagawa (中川 李枝子, Nakagawa Rieko), née à Sapporo (Hokkaido) le 29 septembre 1935 et morte le 14 octobre 2024, est une écrivaine et parolière japonaise. Elle est l'auteure de Guri to Gura. Elle est puéricultrice en chef pendant dix-sept ans.

## Biographie
Peu après la guerre, Rieko Nakagawa déménage à Fukuoka avec son père et part vivre à Tokyo quand elle est âgée de seize ans.
Elle commence à écrire des récits tout en travaillant comme enseignante dans une école maternelle. En 1962, elle publie son premier livre d'images, Iyaiya-en, sur les essais d'un petit garçon à l'école maternelle.

### Famille
Rieko Nakagawa est mariée avec le peintre Souya Nakagawa (中川宗弥) et elle a un fils.

## Œuvre

### Livres d'images[4]
- 1962 : いやいやえん (L'École maternelle : non, non !)
- 1964 : そらいろのたね (La Graine bleue)
- 1965 : ももいろのきりん (La Girafe rose)

#### Guri to Gura
- 1967 : ぐりとぐら (Guri to Gura)
- 1967 : Guri to Gura no Okyakusama (ぐりとぐらのおきゃくさま)
- 1977 : Guri to Gura no Kaisuiyoku (ぐりとぐらのかいすいよく)
- 1983 : Guri to Gura no Ensoku (ぐりとぐらのえんそく)
- 1992 : Guri to Gura to Kururikura (ぐりとぐらとくるりくら)
- 1997 : Guri to Gura no 1nenkan (ぐりとぐらの1ねんかん)
- 2002 : Guri to Gura no A I U E O (ぐりとぐらのあいうえお)
- 2002 : Guri to Gura no Ohsouji (ぐりとぐらのおおそうじ)
- 2003 : Guri to Gura to Sumiretyan (ぐりとぐらとすみれちゃん)
- 2004 : Guri to Gura no 1・2・3 (ぐりとぐらの1・2・3)

### Essais
- 1982 : 本、子ども、絵本 (Livres, enfants, livre d'images)
- 1996 : 絵本と私 (Des livres d'images et moi)

### Paroles de chanson[5]
- いたずらねこ (Malicieux chat)
- ぐりとぐらのうた (Chanson de Guri to Gura)
- pour le film Mon Voisin Totoro (となりのトトロ)[6]
  - さんぽ (Promenade)
  - まいご (L'Enfant perdue)
  - すすわたり (Les Noiraudes)
  - おかあさん (Maman)
  - ねこバス (Chat bus)

## Prix
Iyaiya-en a remporté le prix des livres d'enfants Sankei et le prix Noma pour les nouveaux écrivains de la littérature pour enfants ainsi que le prix Kan-Kikuchi en 2013.